# Brachydesmus attenuatus
Brachydesmus attenuatus är en mångfotingart som beskrevs av Pius Strasser 1942. Brachydesmus attenuatus ingår i släktet Brachydesmus och familjen plattdubbelfotingar. Inga underarter finns listade i Catalogue of Life.